# 集成河
集成河，位于中国广东省新兴县南部，是大南河右岸支流，发源于里洞镇风门坳，蜿蜒向北流经六祖镇，于县城新城镇南郊洗河桥汇入大南河。河长25.5千米，平均比降4.98‰，流域面积81.5平方千米。